# Russofobie

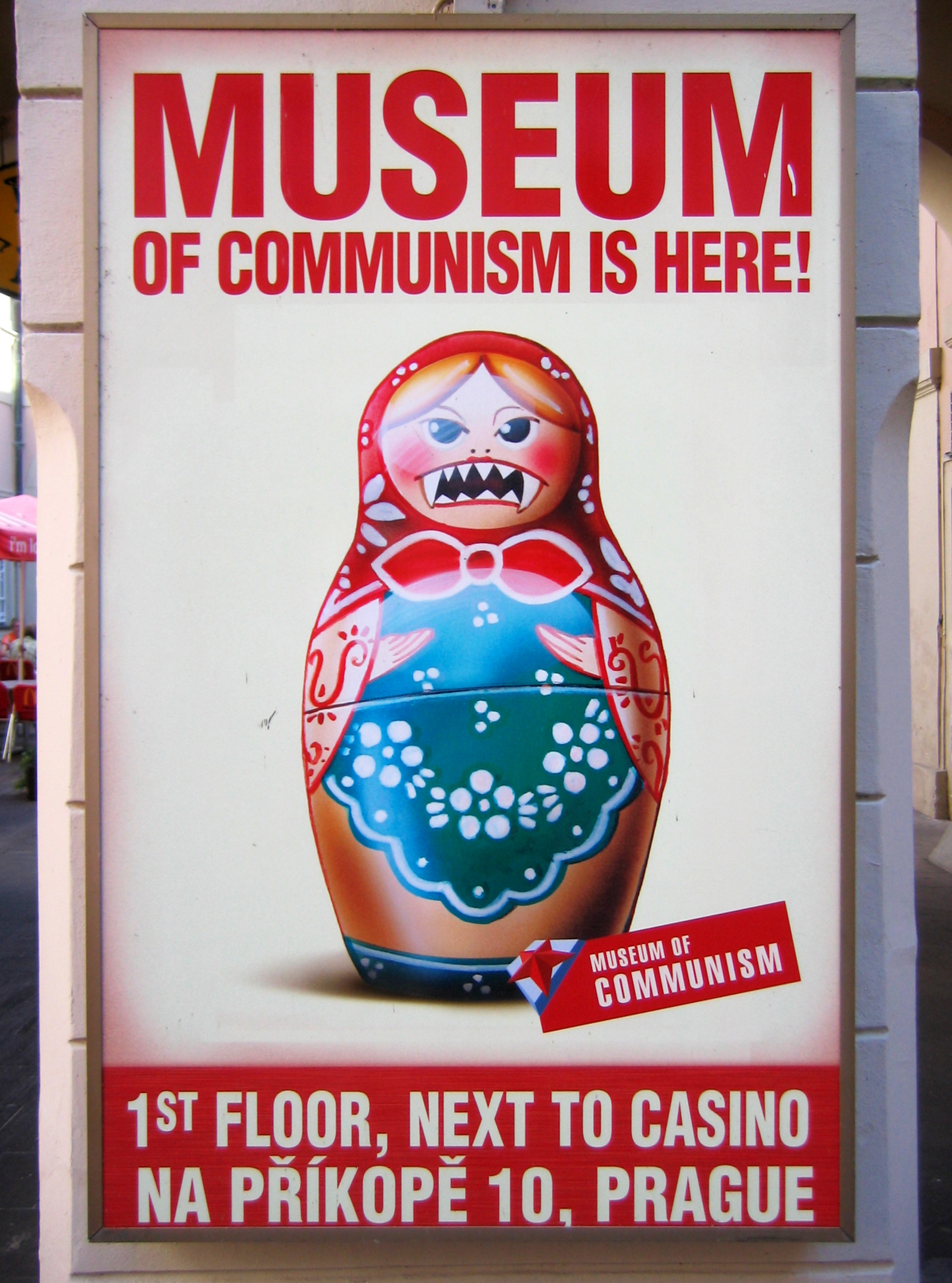
Poster van het Museum van het communisme in Praag: op de poster is een parodie van een Russische matroesjka te zien die wordt afgebeeld als een boosaardig symbool voor het communisme.

De term russofobie (Russisch: русофобия, roesofobiija) wordt gebruikt binnen twee verschillende contexten: in etnische conflicten waarbij Russen zijn betrokken en binnen de internationale politiek. Het antoniem is Russofilie.

## Geschiedenis
De afkeer of angst voor Rusland of de Russische cultuur, die soms wordt beschreven als russofobie, vormde soms een tegenreactie op de russificatie in de tijd van het Russische Rijk en de Sovjet-Unie en, in sommige grotendeels niet-Russische gedeelten van de Russische Federatie zoals Tsjetsjenië, een reactie op het beleid van de huidige Russische regering. Sommige schrijvers denken echter dat russofobie een lange traditie kent en al vele eeuwen in Rusland bestond voordat Rusland een van de grote mogendheden van Europa werd. Sommigen denken dat de geschiedenis van de lange Russisch-Poolse rivaliteit om de gebieden van het vroegere Kievse Rijk, alsook het verlies van de Poolse keizerlijke status, bijdroeg aan de wijdverspreide russofobie binnen de Poolse samenleving. In de 18e eeuw, toen Polen nog niet was opgedeeld, stond Catharina de Grote bekend om haar zegswijze: "Het Poolse volk haat ons zo diep dat er voor ons en onze veiligheid geen andere mogelijkheid is dan om hen te onderwerpen en te overheersen". Sommigen schrijven russofobische motieven toe aan het concept van prometheïsme door de Poolse chef-staf Józef Piłsudski of zelfs de retoriek van Zbigniew Brzeziński.
Gedurende de 19e eeuw zou de Britse strijd met Rusland om invloedssfeer en koloniën (zie bijvoorbeeld Het Grote Spel en het Congres van Berlijn) een mogelijke reden kunnen zijn voor de russofobie in Groot-Brittannië. Britse propaganda uit die tijd zette Russen neer als ongecultiveerde Aziatische barbaren. Deze denkbeelden verspreidden zich naar andere delen van de wereld en vonden vaak hun weerslag op de literatuur van de late 19e en begin 20e eeuw.
Hoewel Rusland geen belang had bij de opdeling van Oostenrijk-Hongarije, wat duidelijk werd uit de doorslaggevende Russische actie tijdens de Hongaarse opstand van 1849, ontstond in Oostenrijk-Hongarije in de tweede helft van de 19e eeuw een golf van angst en boosheid jegens het groeiende Slavische nationale bewustzijn (zie panslavisme) en de oostelijke oriëntatie van veel van zijn Slavische burgers. De Oostenrijks-Hongaarse elite begon Rusland en de Russen te zien als de belangrijkste vijand en de aanstichter van haar potentiële ineenstorting. De publieke opinie raakte steeds meer geradicaliseerd en russofobisch. De bekende anti-Russische stereotypen vielen niet alleen in vruchtbare aarde, maar werden ook geleid door een pseudowetenschappelijk raamwerk.
"Armoede, honger, gebrek aan comfort zijn het lot van de Rus voor eeuwen. Geen vals medeleven, aangezien hun buiken uitgerekt zijn. Probeer niet de Duitse maatstaven op te leggen en hun levensstijl te veranderen." (11) Hun enige wens is om te worden geregeerd door de Duitsers. (8) "Help jezelf, en ja, God zal jou dan ook helpen!" ("12 voorschriften voor de Duitsers in het Oosten in de houding ten opzichte van de Russen", 1941,)
In de jaren 30 probeerde Adolf Hitler de russofobe stereotypen te versterken met zijn raciale theorie van untermenschen, gedeeltelijk om de Duitse invasie in de Sovjet-Unie en de wreedheden tegen de Russische bevolking te rationaliseren en te rechtvaardigen tegenover de Duitse bevolking.
De Rode Angst in de Verenigde Staten, de Koude Oorlog en de daarmee geassocieerde negatieve weergave van "Ruskies" in bioscopen en fictie droeg voor een belangrijk deel bij aan de russofobie onder de Amerikanen.
De geschiedenis van overheersing of directe controle van de Sovjet-Unie over Midden- en Oost-Europese landen heeft vaak bijgedragen aan russofobie aldaar. Sommige mensen uit Oost-Europa geven de Russen in het algemeen en vaak de lokale Russische bevolking de schuld van de onderdrukking tijdens de regering van Stalin en de economische stagnatie die daarna volgde. Volgens sommige Russische media veroorzaakt dit schending van de mensenrechten van de Russische minderheden in deze landen.
Het is moeilijk om een onderscheid te maken tussen willekeurige vormen van xenofobie, die zichtbaar is bij om het even welke twee volken die naast elkaar leven of zelfs gemengd en gedurende de geschiedenis betrokken waren bij gewapende conflicten. Ook hoeft het niet altijd eenvoudig te zijn om acties die worden veroorzaakt door rationele politieke zorgen van de buren van Rusland en in Rusland niet populair zijn, te onderscheiden van acties die worden veroorzaakt door irrationele russofobie. De meningen over deze zaken zijn vaak zeer subjectief en kunnen erg variëren tussen verschillende historici.

### Religieuze aspecten
Een van de oorzaken van russofobie in het Westen wordt in verband gebracht met religieuze aspecten. De Rooms-Katholieke Kerk leidde vanaf het Oosters Schisma in 1054 gedurende vele eeuwen meerdere pogingen om controle te verkrijgen over het Oost-Europese gebied en de inwoners te bekeren tot het katholicisme. Voorbeelden hiervan zijn de Noordelijke Kruistochten van de Duitse Orde en de "polonisering". Orthodoxe christenen werden belasterd als heidenen en ketters en orthodoxie werd aangeduid als achterlijk en barbaars Deze opvattingen zijn nu nog steeds overheersend onder sommige aanhangers van het wonder van Onze Lieve Vrouw van Fátima van 1917, volgens welke een verschijning van de Heilige Maagd Maria beval:
"Als ze naar mijn verlangen en wens zullen luisteren, zal Rusland zich bekeren en er zal vrede zijn. Zo niet, dan zullen grote dwaalleren over de wereld verspreid worden en oorlogen en kerkvervolgingen veroorzaken; de goeden zullen gemarteld worden; de heilige vader zal veel te lijden hebben; verschillende naties zullen vernietigd worden"
Tijdens de Koude Oorlog figureerde de "godless (Russian) communist" zeer vaak in de Amerikaanse propaganda; zo vaak dat de Belofte van Trouw van de VS werd veranderd om "Under God" daarin op te nemen om daarmee Amerika te onderscheiden van de atheïstische Sovjet-Unie.

## Hedendaagse politiek
Tegenwoordig worden de termen "russofobie" en "russofobisch" gebruikt om anti-Russische sentimenten in politiek en de literatuur aan te duiden.
Binnen de internationale politiek wordt de term veelal door rechtse populisten in Europa en vertegenwoordigers van de Russische overheid ook wel meer specifiek gebruikt om clichés en achterhaalde standpunten jegens het Rusland van na 1991, die zijn overgebleven uit de tijd van de Koude Oorlog, te beschrijven. Vele vooroordelen, of ze nu gerechtvaardigd zijn of simpelweg geïntroduceerd als elementen van een politieke oorlog tegen de Sovjet-Unie, worden nog steeds waargenomen binnen de discussies met betrekking tot de relaties met Rusland.